# Natalia Zambrzycka

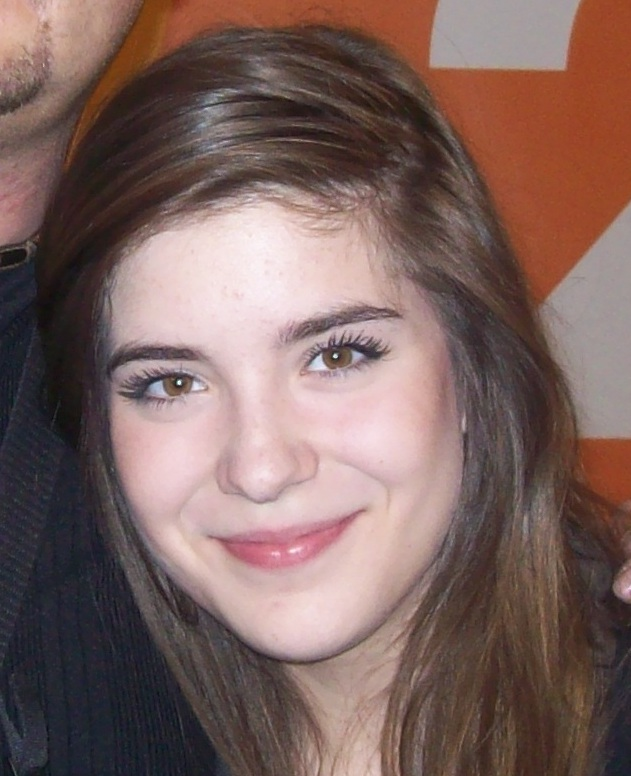
Natalia Zambrzycka im Jahr 2012

Natalia Zambrzycka (* 14. März 1996 in Polen) ist eine polnische Schauspielerin.

## Leben
Natalia Zambrzycka stand bereits im Alter von acht Jahren für die Serie Plebania vor der Kamera. 2007 übernahm sie ab der ersten Folge der Soap Barwy szczęścia die Rolle der Agatka Pyrka; eine Hauptrolle, die sie bis heute (Stand 2024) spielt. 2018 war sie auch in der Serie Oko za oko zu sehen.

## Filmografie
- 2004–2006: Plebania (Fernsehserie, 3 Folgen)
- seit 2007: Barwy szczęścia (Fernsehserie, 905 Folgen)
- 2018: Oko za oko (Fernsehserie, 8 Folgen)